# Adetus jacareacanga
Adetus jacareacanga är en skalbaggsart som beskrevs av Maria Helena M. Galileo och Martins 2004. Adetus jacareacanga ingår i släktet Adetus och familjen långhorningar. Inga underarter finns listade i Catalogue of Life.